# Borough of Boston
Boston ist ein Verwaltungsbezirk mit dem Status eines Borough in der Grafschaft Lincolnshire in England. Verwaltungssitz ist die Stadt Boston, in der rund die Hälfte der Bevölkerung lebt.
Der Bezirk wurde am 1. April 1974 gebildet und entstand aus der Fusion des ursprünglichen Borough of Boston und des Rural District Boston. Diese gehörten zuvor beide zu Holland, einer von 1889 bis 1974 bestehenden Verwaltungsgrafschaft.